# Атлетика на Летњим олимпијским играма 1992.
Атлетска такмичења на 25. Олимпијским играма у Барселони 1992. године одржана су на Олимпијском стадиону de Montjuïc у Барселони у 43 атлетске дисциплине (23 мушке и 19 женских). Такмичења су одржана од 31. јула до 9. августа. Учествовало је 1725 учесника из 156 земаља, од којих је 1.103 мушкарца и 622 жене. Међу такмичариима је било и 14 светских рекордера (осам мушкараца и шест жена) као и тридесетак бивших олимпијских победника.
Од 39 светских првака у појединачним дисциплинама, који су учествовали на играма, само три такмичарке су освојиле златне олимпијске медаље:Францускиња Мари Жозе-Перек у трци на 400 метара, Немица Хајке Дрекслер у скоку удаљ и Хасиба Булмерка из Алжира и трци на 1.500 метара. Тројица фаворита до тада неприкосновени у својим дисциплинама нису били добитници медаља: Украјинац Сергеј Бупка који се такмичио за ЗНД у скоку мотком није имао ниједан важећи скок, Мајкл Џонсон из САД је елиминисан у полуфиналу трке на 200 метара, а Нуредин Морсели из Алжира је био седми у финалу трке на 1.500 метара.
Укупно су оборена три светска рекорда: 6. августа на 400 метара препоне, Кевин Јанг са (46,78 с) премашио је границу од 47 секунди, што је боље од дотада најбољег на свету Едвина Мозиза који је 1983. трчао светски рекорд 47,02; 8. августа, у року од 2 сата оборена су два светска рекорда у трчању штафета. Америчка штафета 4 × 100 метара у саставу Мајкл Марш, Лирој Барел, Денис Мичел и Карл Луис, са временом од 37,40 секунде побољшала је свој светски рекорд са Светском првенству у атлетици на отвореном 1991., за 10 стотинки. У односу на штафету из Токија прву измену је трчао Андре Кејсон уместо Марша. У другој штафети 4 х 400 метара, Ендру Валмон, Квинси Вотс, Мајкл Џонсон и Стивен Луис истрчали су у времену 2:55,74 нови светски рекорд.

## Освајачи медаља

### Мушкарци
| Дисциплина                    | | Резултат       |                                                                                             | Резултат      | | Резултат      |
| 100 м детаљи                  | Линфорд Кристи · Велика Британија                                                                                  | 9,96           | Френки Фредерикс · Намибија                                                                 | 10,02         | Денис Мичел · Сједињене Америчке Државе                                                                     | 10,04         |
| 200 м детаљи                  | Мајкл Марш · Сједињене Америчке Државе                                                                             | 20,01          | Френки Фредерикс · Намибија                                                                 | 20,13         | Мајкл Бејтс · Сједињене Америчке Државе                                                                     | 20,38         |
| 400 м детаљи                  | Квинси Вотс · Сједињене Америчке Државе                                                                            | 43,50 ОР       | Стивен Луис · Сједињене Америчке Државе                                                     | 44,21         | Самсон Китур · Кенија                                                                                       | 44,24         |
| 800 м детаљи                  | Вилијам Тануи · Кенија                                                                                             | 1:43,66        | Никсон Кипротич · Кенија                                                                    | 1:43,70       | Џони Греј · Сједињене Америчке Државе                                                                       | 1:43,97       |
| 1500 м детаљи                 | Фермин Качо · Шпанија                                                                                              | 3:40,12        | Рашид ел Басир · Мароко                                                                     | 3:40,62       | Мохамед Сулејман · Катар                                                                                    | 3:40,69       |
| 5000 м детаљи                 | Дитер Бауман · Немачка                                                                                             | 13:12,52       | Пол Биток · Кенија                                                                          | 13:12,71      | Фита Бајиса · Етиопија                                                                                      | 13:13,03      |
| 10.000 м детаљи               | Халид Ска · Мароко                                                                                                 | 27:46,70       | Ричард Челимо · Кенија                                                                      | 27:47,72      | Адис Абебе · Етиопија                                                                                       | 28:00,07      |
| Маратон детаљи                | Хванг Јунг-Чо · Јужна Кореја                                                                                       | 2:13.23        | Коичи Моришита · Јапан                                                                      | 2:13.45       | Штефан Фрајганг · Немачка                                                                                   | 2:14.00       |
| 110 м препоне детаљи          | Марк Макој · Канада                                                                                                | 13,12          | Тони Диз · Сједињене Америчке Државе                                                        | 13,24         | Џек Пирс · Сједињене Америчке Државе                                                                        | 13,26         |
| 400 м препоне детаљи          | Кевин Јанг · Сједињене Америчке Државе                                                                             | 46,78 СР       | Винтроп Грејам · Јамајка                                                                    | 47,66         | Крис Акабуси · Велика Британија                                                                             | 47,82         |
| 3.000 м препреке детаљи       | Метју Бирир · Кенија                                                                                               | 8:08,94        | Патрик Санг · Кенија                                                                        | 8:09,55       | Вилијам Мутвол · Кенија                                                                                     | 8:10,74       |
| Штафета 4×100 метара детаљи   | Сједињене Америчке Државе · Мајкл Марш · Лирој Барел · Денис Мичел · Карл Луис · Џејмс Џет*                        | 37,40 СР       | Нигерија · Олујемо Кајоде · Чиди Имо · Олападе Аденикен · Дејвидсон Езинва · Осмонд Езинва* | 37,98         | Куба · Андрес Симон · Хоел Ламела · Хоел Исаси · Хорхе Агилера                                              | 38,00         |
| Штафета 4 × 400 метара детаљи | Сједињене Америчке Државе · Ендру Валмон · Квинси Вотс · Мајкл Џонсон · Стивен Луис · Дарнел Хол* · Чарлс Џенкинс* | 2:55,74 СР     | Куба · Лазаро Мартинез · Ектор Ерера · Норберто Тељез · Роберто Ернандез                    | 2:59,51       | Велика Британија · Роџер Блек · Дејвид Гриндли · Крис Акабуси · Џон Риџиз · Двејн Ладеџо* · Марк Ричардсон* | 2:59,73       |
| 20 км ходање детаљи           | Данијел Плаза · Шпанија                                                                                            | 1:21.45        | Гијом Леблан · Канада                                                                       | 1:22.25       | Ђовани де Бенедиктис · Италија                                                                              | 1:23.11       |
| 50 км ходање детаљи           | Андреј Перлов · Уједињени тим                                                                                      | 3:50,13        | Карлос Менсенарио · Мексико                                                                 | 3:52,09       | Роналд Вајгел · Немачка                                                                                     | 3:53,45       |
| Скок увис детаљи              | Хавијер Сотомајор · Куба                                                                                           | 2,34 (1. пок.) | Патрик Шеберг · Шведска                                                                     | 2,34 (2. пок) | Холис Конвеј · Сједињене Америчке Државе · Тим Форсајт · Аустралија · Артур Партика · Пољска                | 2,34 (3. пок) |
| Скок удаљ детаљи              | Карл Луис · Сједињене Америчке Државе                                                                              | 8,67           | Мајк Пауел · Сједињене Америчке Државе                                                      | 8,64          | Џо Грин · Сједињене Америчке Државе                                                                         | 8,34          |
| Троскок детаљи                | Мајк Конли · Сједињене Америчке Државе                                                                             | 18,17 ОР       | Чарлс Симпкинс · Сједињене Америчке Државе                                                  | 17,60         | Френк Радерфорд · Бахаме                                                                                    | 17,36         |
| Скок мотком детаљи            | Максим Тарасов · Уједињени тим                                                                                     | 5,80           | Игор Транденков · Уједињени тим                                                             | 5,80          | Хавијер Гарсија · Шпанија                                                                                   | 5,75          |
| Бацање кугле детаљи           | Мајк Сталс · Сједињене Америчке Државе                                                                             | 21,70          | Џим Деринг · Сједињене Америчке Државе                                                      | 20,96         | Вјачеслав Лихо · Уједињени тим                                                                              | 20,94         |
| Бацање диска детаљи           | Ромас Убартаст · Литванија                                                                                         | 65,12          | Јирген Шулт · Немачка                                                                       | 64,94         | Роберто Моја · Куба                                                                                         | 64,12         |
| Бацање кладива детаљи         | Андреј Абдувалијев · Уједињени тим                                                                                 | 82,54          | Игор Астапкович · Уједињени тим                                                             | 81,96         | Игор Микулин · Уједињени тим                                                                                | 81,38         |
| Бацање копља детаљи           | Јан Железни · Чешка                                                                                                | 89,66 ОР       | Сепо Рети · Финска                                                                          | 86,60         | Стив Бакли · Велика Британија                                                                               | 83,38         |
| Десетобој детаљи              | Роберт Змелик · Чешка                                                                                              | 8611           | Антонио Пењалвер · Шпанија                                                                  | 8412          | Дејв Џонсон · Сједињене Америчке Државе                                                                     | 8309          |

- Спортисти који су учествовали у квалификацијама и примили медаље.

### Жене
| Дисциплина                    | | Резултат | | Резултат |                                                                              | Резултат |
| 100 м детаљи                  | Гејл Диверс · Сједињене Америчке Државе                                                                                  | 10,82    | Џулијет Катберт · Јамајка                                                                                        | 10,83    | Ирина Привалова · Уједињени тим                                              | 10,84    |
| 200 м детаљи                  | Гвен Торенс · Сједињене Америчке Државе                                                                                  | 21,81    | Џулијет Катберт · Јамајка                                                                                        | 22,02    | Мерлин Оти · Јамајка                                                         | 22,09    |
| 400 м детаљи                  | Мари Жозе-Перек · Француска                                                                                              | 48,83    | Олга Бризгина · Уједињени тим                                                                                    | 49,05    | Симена Рестрепо · Колумбија                                                  | 49,64    |
| 800 м детаљи                  | Елен ван Ланген · Холандија                                                                                              | 1:55.54  | Лилија Нурутдинова · Уједињени тим                                                                               | 1:55.99  | Ана Фиделија Кирот · Куба                                                    | 1:56.80  |
| 1.500 м детаљи                | Хасиба Булмерка · Алжир                                                                                                  | 3;55,30  | Људмила Рогачова · Уједињени тим                                                                                 | 3:56,91  | Ћу Јунсја · Кина                                                             | 3:57,08  |
| 3.000 м детаљи                | Јелена Романова ЗНД | 8:46,04  | Тетјана Доровских ЗНД                                                                                            | 8:46,85  | Анџела Чалмерс · Канада                                                      | 8:47,22  |
| 10.000 м детаљи               | Дерарту Тулу · Етиопија                                                                                                  | 31:06,02 | Елена Мајер · Јужноафричка република                                                                             | 31:11,75 | Лин Џенингс · Сједињене Америчке Државе                                      | 31:19,89 |
| Маратон детаљи                | Валентина Јегорова · Уједињени тим                                                                                       | 2:32,41  | Јуко Аримори · Јапан                                                                                             | 2:32,49  | Лорејн Молер · Нови Зеланд                                                   | 2:33,59  |
| 100 м препоне детаљи          | Параскеви Патулиду · Грчка                                                                                               | 12,64    | Лавона Мартин · Сједињене Америчке Државе                                                                        | 12,69    | Јорданка Донкова · Бугарска                                                  | 12,70    |
| 400 м препоне детаљи          | Сали Ганел · Велика Британија                                                                                            | 53,23    | Сандра Фармер-Патрик · Сједињене Америчке Државе                                                                 | 53,69    | Џанин Викерс · Сједињене Америчке Државе                                     | 54,31    |
| Штафета 4×100 метара детаљи   | Сједињене Америчке Државе · Евелин Ешфорд · Естер Џоунс · Карлет Гидри · Гвен Торенс · Мишел Фин *                       | 42,11    | Уједињени тим · Олга Богословска · Галина Малчугина · Марина Траденкова · Ирина Привалова                        | 42,16    | Нигерија · Беатрис Утонду · Фејт Идехен · Кристи Опара Томпсон · Мари Онјали | 42,81    |
| Штафета 4 × 400 метара детаљи | Уједињени тим · Јелена Рузина · Људмила Џигалова · Олга Назарова · Олга Бризгина · Лилија Нурутдинова* · Марина Шмонина* | 3:20,20  | Сједињене Америчке Државе · Наташа Кајзер · Гвен Торенс · Џерл Мајлс · Рошел Стивенс · Денин Хил* · Данете Јанг* | 3:20,92  | Велика Британија · Филис Смит · Сандра Даглас · Џенифер Стаут · Сали Ганел   | 3:24,23  |
| 10 км ходање детаљи           | Чен Јелинг · Кина | 44:32 ОР | Јелена Николајева ЗНД                                                                                            | 44:33    | Ли Чунсју · Кина                                                             | 44:31    |
| Скок увис детаљи              | Хајке Хенкел · Немачка                                                                                                   | 2,02     | Алина Астафеј · Румунија                                                                                         | 2,00     | Хоамнет Кинтеро · Куба                                                       | 1,97     |
| Скок удаљ детаљи              | Хајке Дрекслер · Немачка                                                                                                 | 7,14     | Инеса Кравец · Уједињени тим                                                                                     | 7,12     | Џеки Џојнер-Керси · Сједињене Америчке Државе                                | 7,07     |
| Бацање кугле детаљи           | Светлана Кривељова · Уједињени тим                                                                                       | 21,06    | Хуанг Џихунг · Кина                                                                                              | 20,47    | Катрин Најмке · Немачка                                                      | 19,78    |
| Бацање диска детаљи           | Марица Мартен · Куба | 70,06    | Цветанка Христова · Бугарска                                                                                     | 67,78    | Данијела Костијан · Аустралија                                               | 66,20    |
| Бацање копља детаљи           | Зилке Ренк · Немачка | 68,34    | Наталија Шиколенко ЗНД                                                                                           | 68,26    | Карен Форкел · Немачка                                                       | 66,86    |
| Седмобој детаљи               | Џеки Џојнер-Керси · Сједињене Америчке Државе                                                                            | 7044     | Ирина Белова · Уједињени тим                                                                                     | 6845     | Сабине Браун · Немачка                                                       | 6649     |

- Спортисти који су учествовали у квалификацијама и примили медаље.

## Биланс медаља
| Медаље земље домаћина |

|     | Земља                     |    |    |    |    |
| --- | ------------------------- | -- | -- | -- | -- |
| 1.  | Сједињене Америчке Државе | 8  | 5  | 7  | 19 |
| 2.  | Уједињени тим             | 3  | 2  | 2  | 7  |
| 3.  | Кенија                    | 2  | 4  | 2  | 8  |
| 4.  | Шпанија                   | 2  | 1  | 1  | 4  |
| 5.  | Чешка                     | 2  | -  | -  | 2  |
| 6.  | Куба                      | 1  | 1  | 2  | 4  |
| 6.  | Немачка                   | 1  | 1  | 2  | 4  |
| 8.  | Канада                    | 1  | 1  | -  | 2  |
| 8.  | Мароко                    | 1  | 1  | -  | 2  |
| 10. | Велика Британија          | 1  | -  | 3  | 4  |
| 11. | Литванија                 | 1  | -  | -  | 1  |
| 11. | Јужна Кореја              | 1  | -  | -  | 1  |
| 13  | Намибија                  | -  | 2  | -  | 2  |
| 14. | Финска                    | -  | 1  | -  | 1  |
| 14. | Јапан                     | -  | 1  | -  | 1  |
| 14. | Јамајка                   | -  | 1  | -  | 1  |
| 14. | Мексико                   | -  | 1  | -  | 1  |
| 14. | Нигерија                  | -  | 1  | -  | 1  |
| 14. | Шведска                   | -  | 1  | -  | 1  |
| 20. | Етиопија                  | -  | -  | 2  | 2  |
| 21. | Аустралија                | -  | -  | 1  | 1  |
| 21. | Бахаме                    | -  | -  | 1  | 1  |
| 21. | Италија                   | -  | -  | 1  | 1  |
| 21. | Катар                     | -  | -  | 1  | 1  |
| 21. | Пољска                    | -  | -  | 1  | 1  |
|     | Укупно {25}               | 24 | 24 | 26 | 74 |

|     | Земља                     |    |    |    |    |
| --- | ------------------------- | -- | -- | -- | -- |
| 1.  | Уједињени тим             | 4  | 9  | 1  | 14 |
| 2.  | Сједињене Америчке Државе | 4  | 3  | 3  | 10 |
| 3.  | Немачка                   | 3  | -  | 3  | 6  |
| 4.  | Кина                      | 1  | 1  | 2  | 4  |
| 5.  | Куба                      | 1  | -  | 2  | 3  |
| 6.  | Велика Британија          | 1  | -  | 1  | 2  |
| 7.  | Алжир                     | 1  | -  | -  | 1  |
| 7.  | Етиопија                  | 1  | -  | -  | 1  |
| 7.  | Француска                 | 1  | -  | -  | 1  |
| 7.  | Грчка                     | 1  | -  | -  | 1  |
| 7.  | Холандија                 | 1  | -  | -  | 1  |
| 12. | Јамајка                   | -  | 2  | 1  | 3  |
| 13. | Бугарска                  | -  | 1  | 1  | 2  |
| 14. | Јапан                     | -  | 1  | -  | 1  |
| 14. | Јужна Африка              | -  | 1  | -  | 1  |
| 14. | Румунија                  | -  | 1  | -  | 1  |
| 17  | Аустралија                | -  | -  | 1  | 1  |
| 17  | Нигерија                  | -  | -  | 1  | 1  |
| 17  | Нови Зеланд               | -  | -  | 1  | 1  |
| 17  | Канада                    | -  | -  | 1  | 1  |
| 17  | Колумбија                 | -  | -  | 1  | 1  |
|     | Укупно {21}               | 19 | 19 | 19 | 57 |

### Укупан биланс медаља у атлетици
|       | Земља                     |       |        |        |       |
| Плас. | Држава                    | Злато | Сребро | Бронза | Укуп. |
| ----- | ------------------------- | ----- | ------ | ------ | ----- |
| 1     | Сједињене Америчке Државе | 12    | 8      | 10     | 30    |
| 2     | Уједињени тим             | 7     | 11     | 3      | 21    |
| 3     | Немачка                   | 4     | 1      | 5      | 10    |
| 4     | Кенија                    | 2     | 4      | 2      | 8     |
| 5     | Куба                      | 2     | 1      | 4      | 7     |
| 6     | Шпанија                   | 2     | 1      | 1      | 4     |
| 7     | Велика Британија          | 2     | 0      | 4      | 6     |
| 8     | Чешка                     | 2     | 0      | 0      | 2     |
| 9     | Кина                      | 1     | 1      | 2      | 4     |
| 10    | Канада                    | 1     | 1      | 1      | 3     |
| 11    | Мароко                    | 1     | 1      | 0      | 2     |
| 12    | Етиопија                  | 1     | 0      | 2      | 3     |
| 13    | Алжир                     | 1     | 0      | 0      | 1     |
| 13    | Француска                 | 1     | 0      | 0      | 1     |
| 13    | Грчка                     | 1     | 0      | 0      | 1     |
| 13    | Литванија                 | 1     | 0      | 0      | 1     |
| 13    | Холандија                 | 1     | 0      | 0      | 1     |
| 13    | Јужна Кореја              | 1     | 0      | 0      | 1     |
| 19    | Јамајка                   | 0     | 3      | 1      | 4     |
| 20    | Јапан                     | 0     | 2      | 0      | 2     |
| 20    | Намибија                  | 0     | 2      | 0      | 2     |
| 22    | Бугарска                  | 0     | 1      | 1      | 2     |
| 22    | Нигерија                  | 0     | 1      | 1      | 2     |
| 24    | Финска                    | 0     | 1      | 0      | 1     |
| 24    | Мексико                   | 0     | 1      | 0      | 1     |
| 24    | Румунија                  | 0     | 1      | 0      | 1     |
| 24    | Јужна Африка              | 0     | 1      | 0      | 1     |
| 24    | Шведска                   | 0     | 1      | 0      | 1     |
| 29    | Аустралија                | 0     | 0      | 2      | 2     |
| 30    | Бахаме                    | 0     | 0      | 1      | 1     |
| 30    | Колумбија                 | 0     | 0      | 1      | 1     |
| 30    | Италија                   | 0     | 0      | 1      | 1     |
| 30    | Нови Зеланд               | 0     | 0      | 1      | 1     |
| 30    | Пољска                    | 0     | 0      | 1      | 1     |
| 30    | Катар                     | 0     | 0      | 1      | 1     |
|       | Укупно {25}               | 43    | 43     | 45     | 131   |